# Список мэров Беэр-Шевы
Мэр Беэр-Шевы (ивр. ראש עיריית באר שבע‎) — высшее должностное лицо Беэр-Шевы, возглавляющее высший орган исполнительной власти города. Мэром Беэр-Шевы может стать гражданин Израиля, избранный жителями города на всеобщем голосовании.

## Список
| № | Мэр              | Фотография | Период руководства   | Партийность                           | Основные достижения и события | Годы жизни | Биография |
| - | ---------------- | ---------- | -------------------- | ------------------------------------- | --- | ---------- | --- |
| 0 | Михаэль Ханегби  |            | 1948—1950            |                                       | военная администрация | 1911-2001  | Хагана (офицер по особым поручениям Пальмаха), председатель делегации Цахала на переговоры по перемирию с Египтом, уволен в запас в звании подполковника (сган-алуф) |
| 1 | Давид Тувиягу    |            | 1950—1961            |                                       | назначен на эту должность премьер-министром Давидом Бен-Гурионом. | 1898-1975  | род. в Жолкве, учился в Вене, работал на электростанции Ротенберга, член комитетов МАПАЙ, исполнительного комитета Гистадрута, один из инициаторов создания «Негевского института высшего образования», похже превратившегося в университет имени Бен-Гуриона |
| 2 | Зеэв Зризи       |            | 1961—1963            |                                       | избран на должность членами горсовета в 1961 году, был отстранён через два года из-за политического кризиса (конфликта между городскими отделениями партий МАПАМ и МАПАЙ) | 1916-2011  | род. в польском Вышкуве, в семье лесорубов. После подготовки в Чехностове, иммигрировал в Палестину в 1938. В 1946 стал одним из основателей кибуца Гальон. В 1949 переехал в Беэр-Шеву, работал строителем в Солель-Боне, в 1950 вошёл в горсовет представителем МАПАМ. Основал первый в городе дом престарелых, был один из инициаторов установки монумента бригаде «Негев» |
|   | Матитьяху Адлер  |            | 1963                 |                                       | председатель особой комиссии | 1920-2004  | род. в Праге, 1939 - алия, уч. в Еврейском университете, служил в полиции в 1950-1952, начальник отделения в министерстве внутренних дел 1952-1963 (на этой должности основал более 50 региональных советов, генеральный директор университета Бар-Илан, в 1980-1983 посол Израиля в Швейцарии                                                                                |
| 3 | Элиягу Нави      |            | 1963—1986            | МАПАЙ                                 | В 1979 году принимал египетского президента Анвара Садата во время его исторического визита в Израиль.                                                                    | 1920-2012  | род. в Ираке, в детстве иммигрировал в Израиль, вырос в Иерусалиме. Служил офицером разведки. Первый судья в израильской Беэр-Шеве. Написал несколько сборников рассказов. |
| 4 | Моше Зильберман: |            | 1986—1989            |                                       | | 1927-2011  | |
| 5 | Ицхак Рагер      |            | 1989—1997            | Ликуд                                 | руководил городом до своей смерти от рака в 1997 году | 1932–1997  | род. в Каире, вырос в Иерусалиме. Служил в Гивати. Корреспондент Коль Исраэль в Европе. Работал в моссаде (1968). Дипломатическая работа в Лондоне и Нью-Йорке. |
| 6 | Давид Бунфельд   |            | 1997—1998            | Ликуд                                 | | род. 1953  | |
| 7 | Яаков Тернер     |            | 1998—2008            | «Единая Беэр-Шева» («Беэр-Шева ахат») | | 1935-2024  | |
| 8 | Рувик Данилович  |            | 2008-настоящее время | "Дерех Хадаша"                        | | род. 1971  | род. в Беэр-Шеве |